# يوناو
يوناو (بالإنجليزية:YouNow) هي خدمة بث حي بدأت في عام 2011 وتمكن المستخدم من مشاركة محتوى الفيديو المباشر أو التفاعل مع بث الفيديو مع المستخدمين الآخرين في الوقت الحقيقي. والخدمة متوفرة على موقعها على الإنترنت وهناك تطبيق للخدمة موجود على أجهزة أندرويد وآي أو إس.